# Эспланад-де-Ла-Дефанс (станция метро)
«Эспланад-де-Ла-Дефанс» (фр. Esplanade de La Défense) — станция 1-й линии парижского метрополитена. Открыта 1 апреля 1992 года.

## История
- Станция открыта в 1992 году в составе пускового участка «Ла-Дефанс» — «Пон-де-Нёйи» (продление первой линии до Дефанса)
- Станция была названа по Северному и Южному Эспланадам (кварталы Дефанса), расположенным на поверхности над станцией.
- В рамках проведения автоматизация первой линии Парижского метро на станции «Esplanade De La Defense» были установлены автоматические платформенные ворота в течение октября 2009 года[1].
- Пассажиропоток по станции по входу в 2012 году, по данным RATP, составил 9 502 985 человек[2]. В 2013 году этот показатель вырос до 9 843 051 пассажиров (17 место по уровню входного пассажиропотока в Парижском метро)[3].

## Архитектура и расположение
Станция имеет достаточно сложное архитектурное решение — «Эспланад-де-Ла-Дефанс» расположена под Бассейном Такиса (в честь греческого архитектора Такиса, который его и создал).
Несмотря на небольшой объем Бассейна, около станции расположены служебные помещения, обслуживающие искусственный водоём.
Станция расположена между тоннелями автодороги А14 (под Дефансом), что позволило соорудить не очень широкую станцию. Выходы осуществляются через северную часть платформы (проходы через тоннель автодороги в от Парижа) на восток (к Tour First и к мосту Нёйи через Сену) и запад (к Tour Gan и к Résidence Neuilly Défense). На станции установлены автоматические платформенные ворота.

## План станции
|                     | поезда к Ла-Дефанс   |
| Островная платформа |                      |
|                     | поезда к Пон-де-Нёйи |

## Достопримечательности
Вблизи станции метро «Эспланад-де-Ла-Дефанс» расположен деловой центр Парижа — Дефанс.

## Пересадка на наземный транспорт
- В дневное время со станции осуществляется пересадка на автобусы, следующие по маршрутам № 73 , 157 , 158 , 174 , 175 , 176.
- В ночное время станцию обслуживает один автобус транспортной системы Noctilien[англ.], следующий по маршруту № N24.

## Галерея

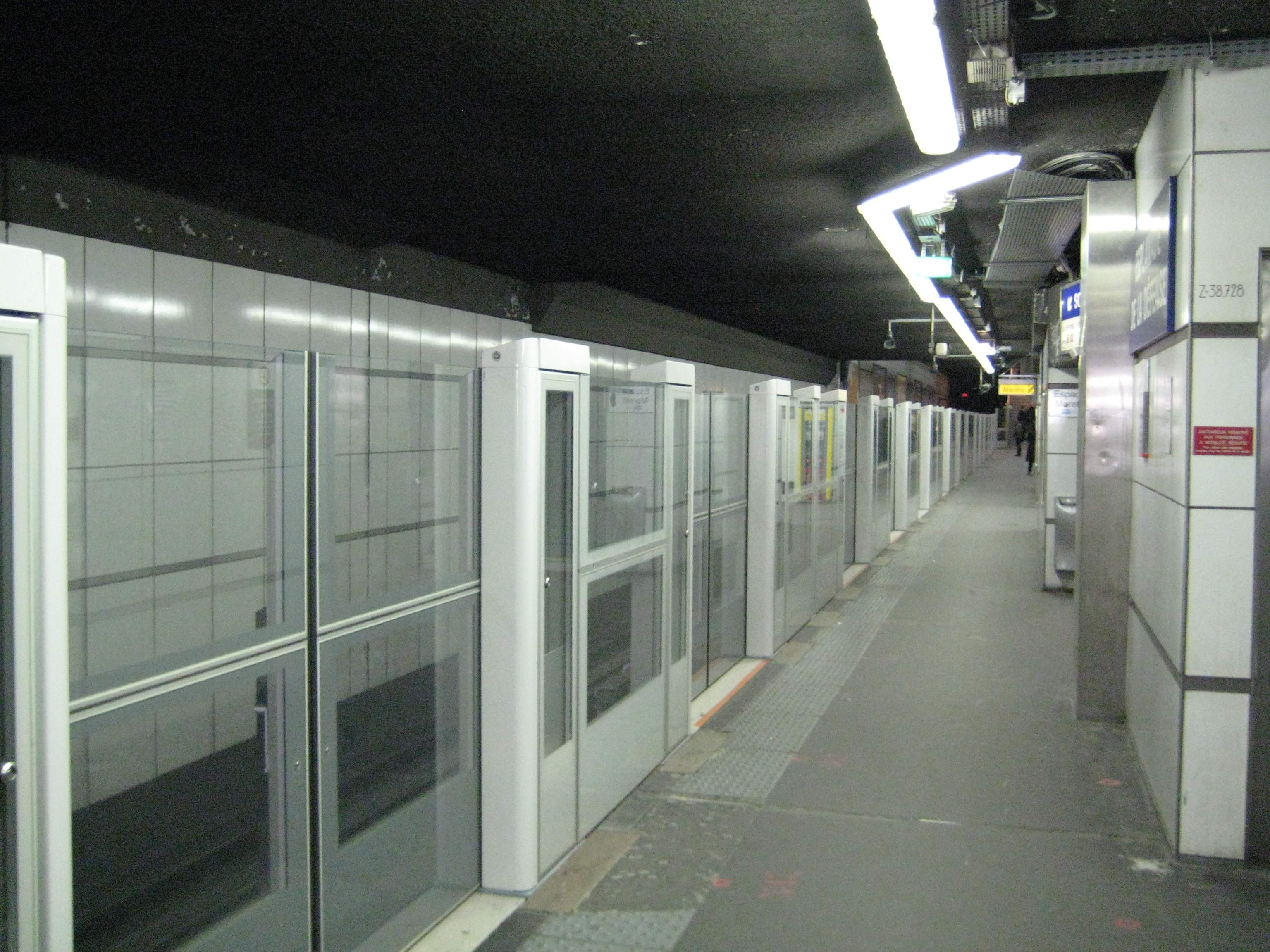
Автоматические платформенные ворота на платформе (вид на запад)
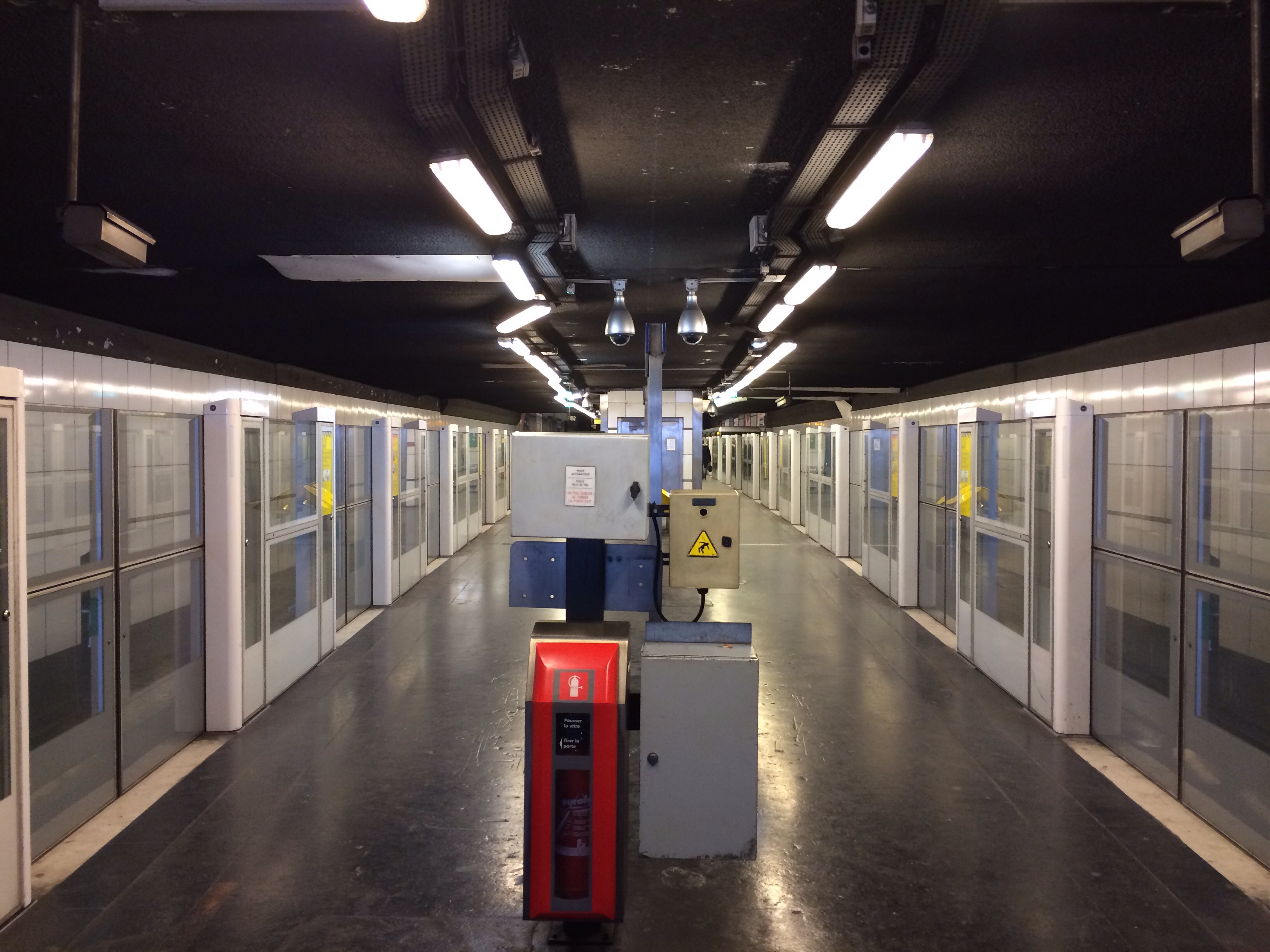
Центральная часть
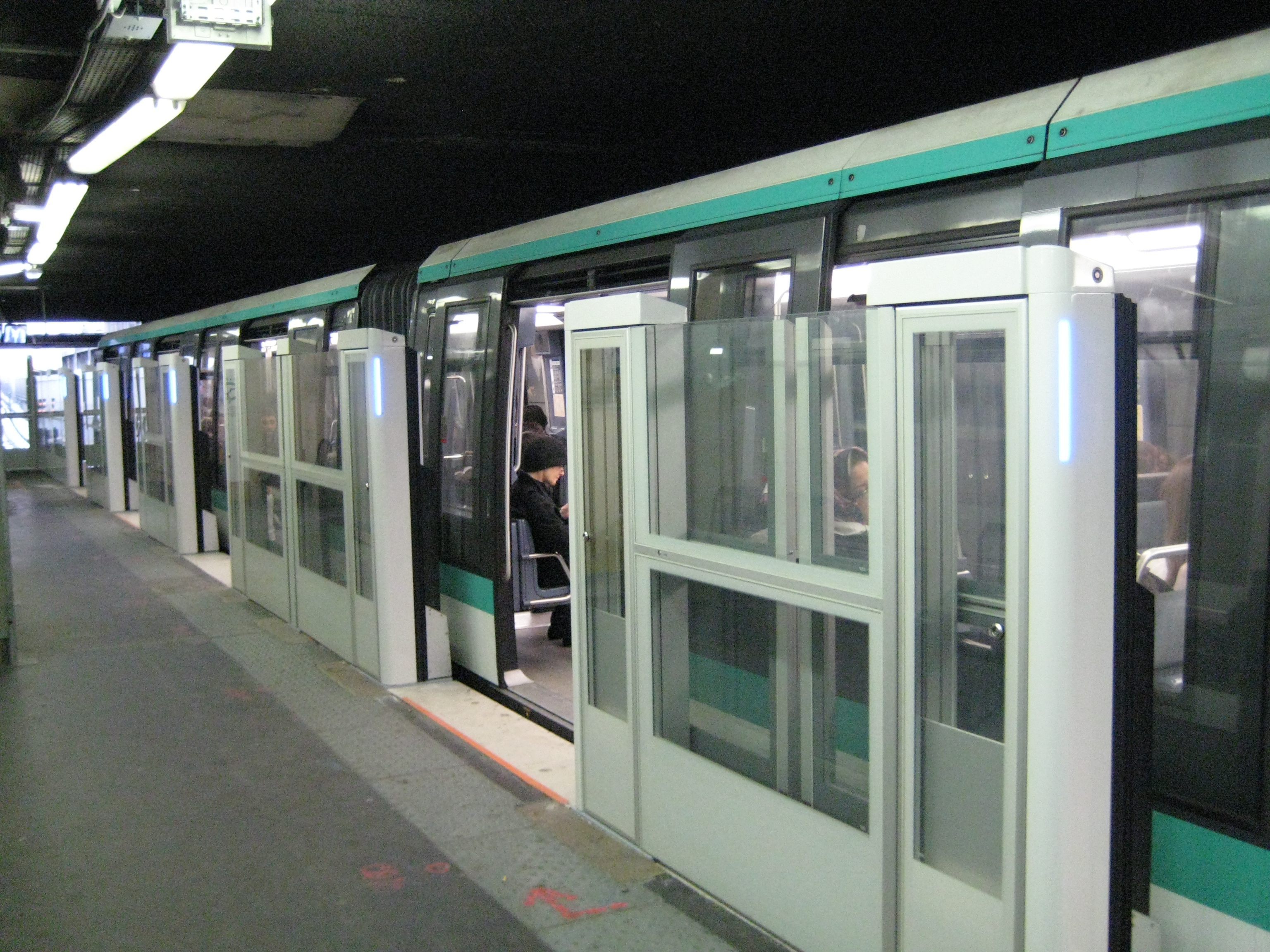
Автоматические платформенные ворота на платформе (вид на восток)

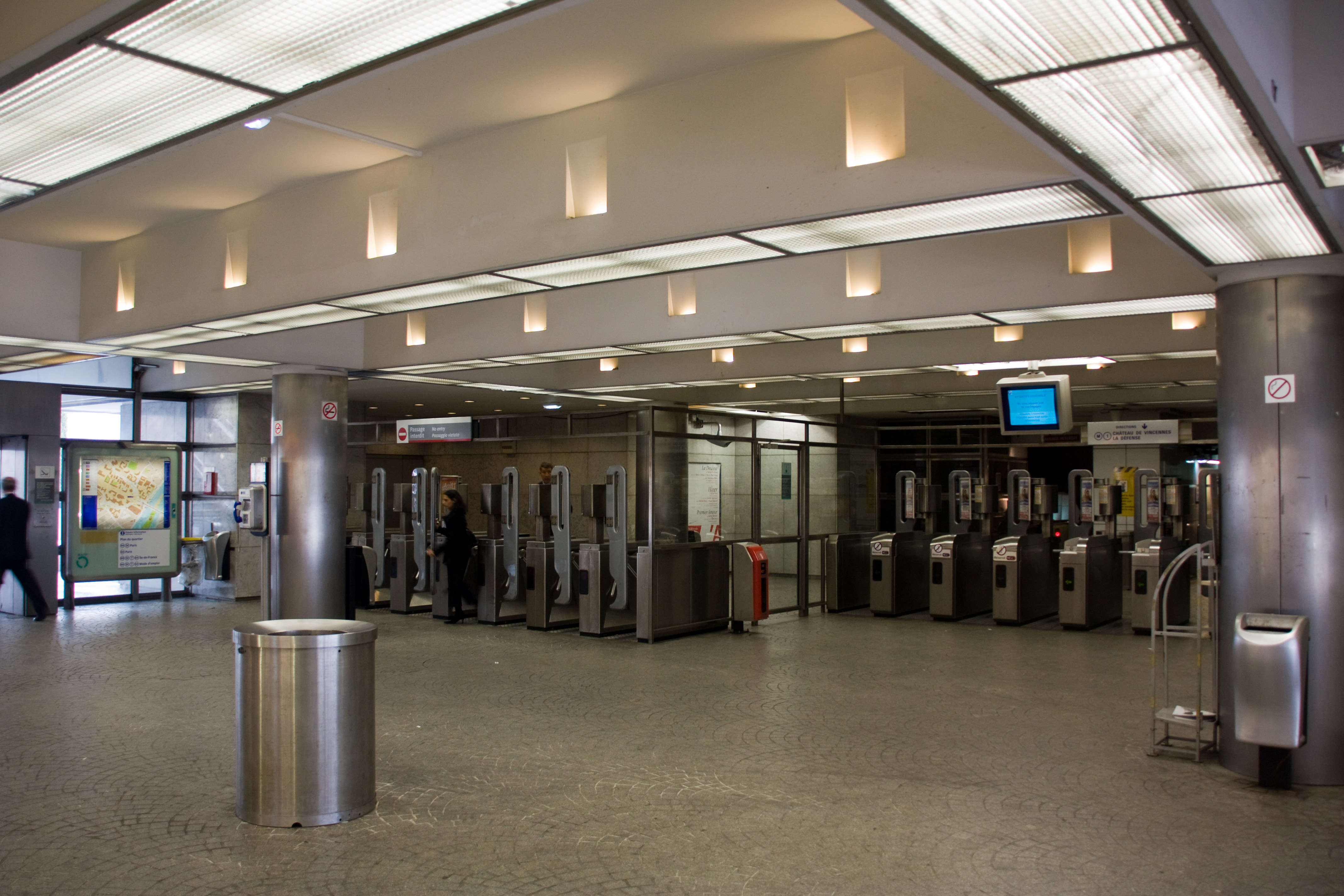
Кассовый зал и вход
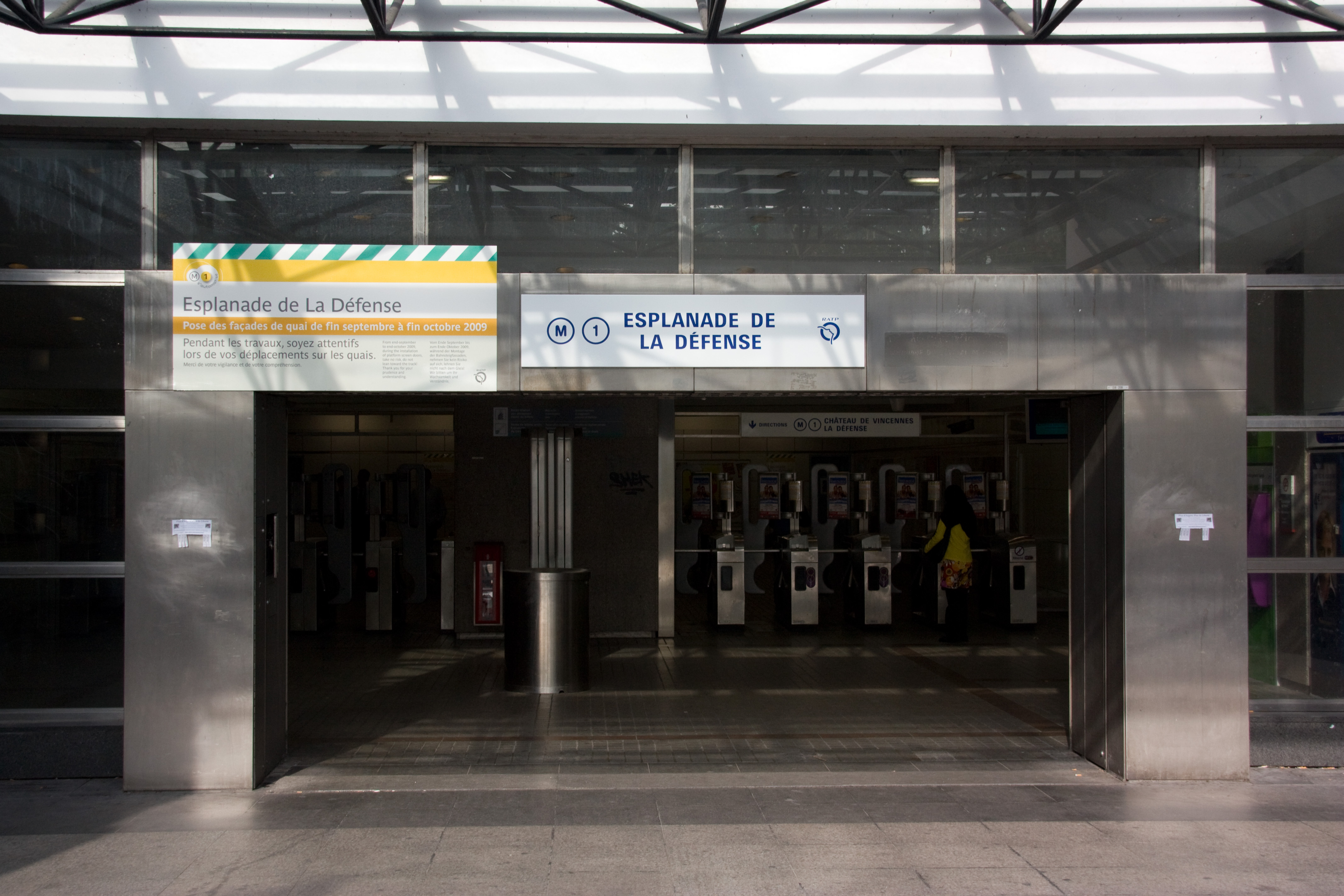
Восточный вход на станцию
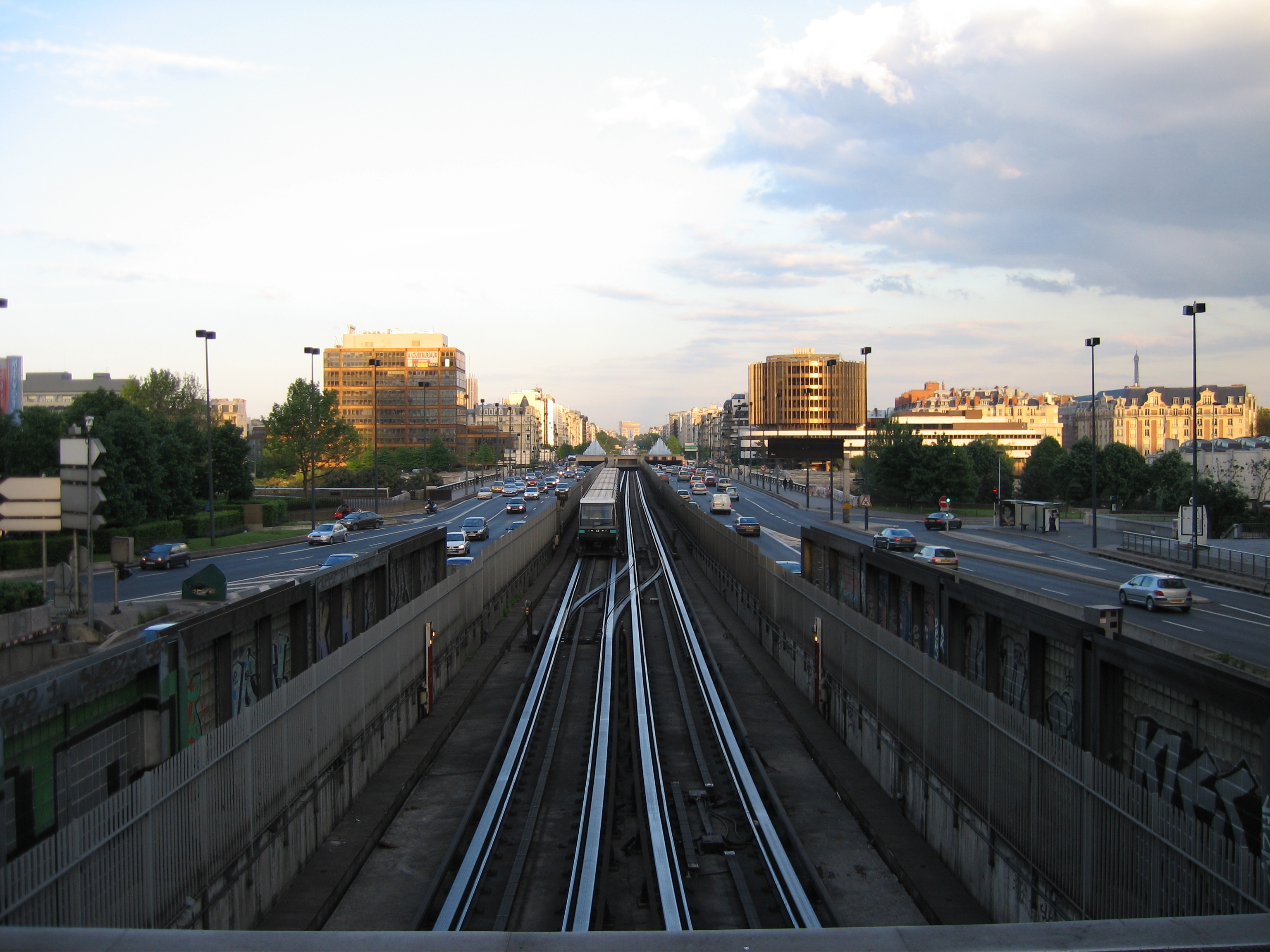
Путь в сторону Пон-де-Нёйи